# Ursula Adler

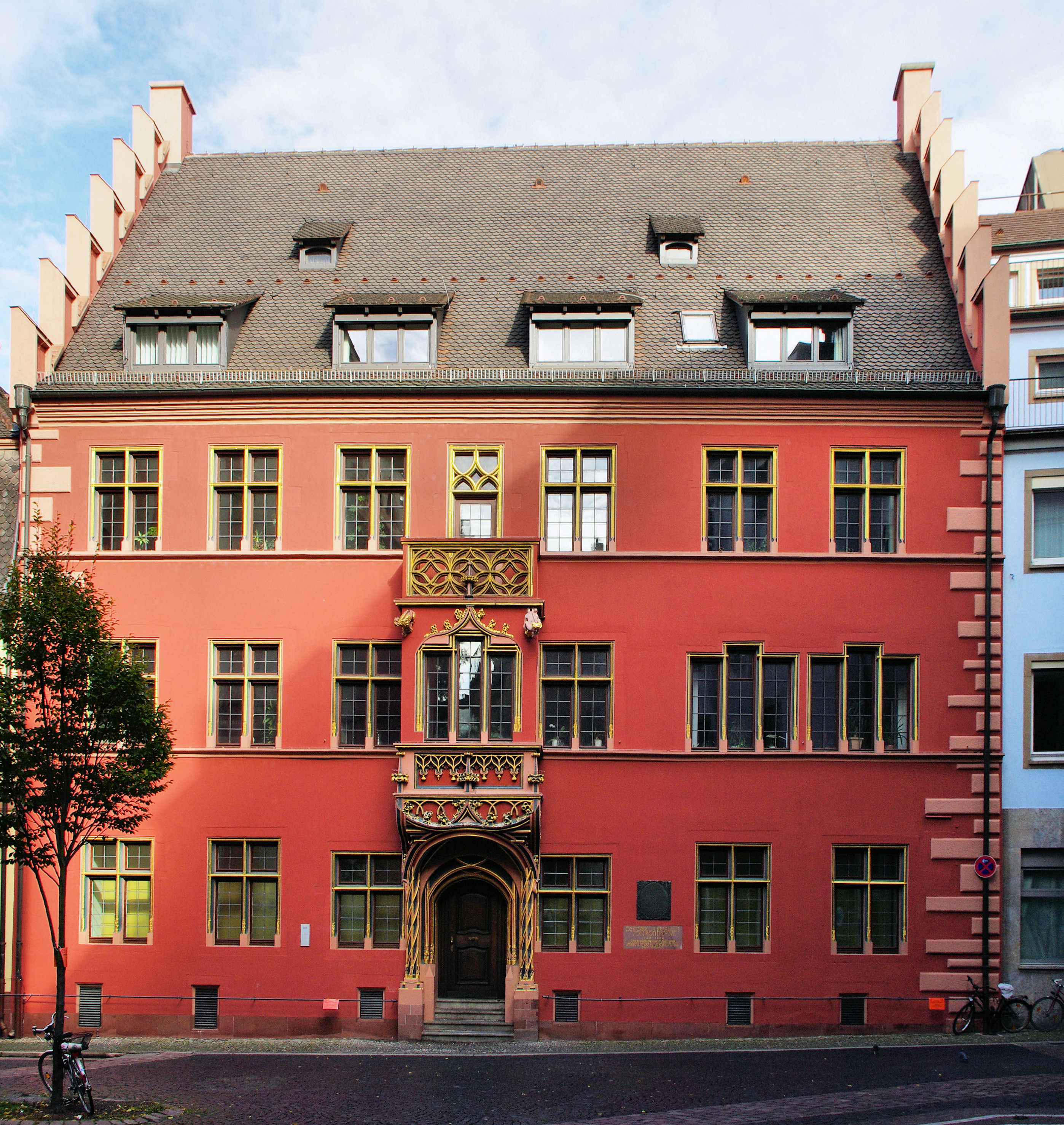
Haus Zum Walfisch

Ursula Adler z Augsburga (poświadczona dla ok. 1512 — ok. 1542) – zamożna mieszczanka niemiecka.
Była córką Philippa Adlera, jednego z największych płatników podatków w Augsburgu (1522). Philipp Adler do Augsburga przeprowadził się ze Spiry na początku lat osiemdziesiątych XV wieku. 
W 1512 poślubiła Jakoba Villingera, wysokiego dostojnika Rzeszy Niemieckiej, skarbnika cesarskiego. Z Jakobem Villingerem miała jednego syna, Karla Villingera. Karl przeżył ojca, odziedziczył jego posiadłości w regionie Idrija, nosił tytuł barona Seyfriedsbergu — w odróżnieniu od ojca nie zrobił jednak większej kariery, wiodąc życie posiadacza ziemskiego.
Po śmierci pierwszego męża Ursula Adler poślubiła (prawdopodobnie w styczniu 1530) Johanna Löble, zamożnego mieszczanina szwabskiego związanego z Habsburgami. Jakob Villinger wybudował Haus Zum Walfisch we Fryburgu Bryzgowijskim — dom ten, w którym mieszkał Erazm z Rotterdamu, Ursula odziedziczyła po Jakobie wraz z położonym w okolicach Colmaru majątkiem Heilig Kreuz (ob. Sainte-Croix-en-Plaine). Löble pomógł jej uporząkować sprawy związane z tymi nieruchomościami, majątek Heilig Kreuz został sprzedany w 1536 miastu Colmar.
Löble zmarł w 1536 — cesarz Ferdynand I był mu winny znaczne sumy. Ursula zaangażowała się wtedy w trwające do 1542 próby zabezpieczenia spłat.
Podobizna Ursuli widnieje w witrażach Katedry we Fryburgu Bryzgowijskim (Freiburger Münster), które w 1524 ufundował Jakob Villinger.